# Jezioro Dychowskie
Jezioro Dychowskie – sztuczny zbiornik wodny położony koło wsi Dychów w gminie Bobrowice (województwo lubuskie), pow. ok. 1km², wys. lustra wody 73 m n.p.m., wybudowany przez Niemców w latach 1932-1936, służy celom energetycznym (wyrównanie przepływu wody) Elektrowni Wodnej Dychów, zaopatrywany w wodę z rzeki Bóbr poprzez Kanał Dychowski.